# Scopula fumosaria
Scopula fumosaria är en fjärilsart som beskrevs av Swinhoe 1904. Scopula fumosaria ingår i släktet Scopula och familjen mätare. Inga underarter finns listade.